# Armigeres ejercitoi
Armigeres ejercitoi är en tvåvingeart som beskrevs av Francisco E. Baisas 1935. Armigeres ejercitoi ingår i släktet Armigeres och familjen stickmyggor.
Artens utbredningsområde är Filippinerna. Inga underarter finns listade i Catalogue of Life.